# رودولف اسلوپ-اشتاپل
رودولف اسلوپ-اشتاپل (چکی: Rudolf Sloup-Štapl; ۱۷ نوامبر ۱۸۹۵ – ۷ سپتامبر ۱۹۳۶) بازیکن فوتبال اهل چکسلواکی بود.
از باشگاه‌هایی که در آن بازی کرده‌است می‌توان به باشگاه فوتبال زبرویوفکا برنو و باشگاه فوتبال اسلاویا پراگ اشاره کرد.
وی همچنین در تیم ملی فوتبال چکسلواکی بازی کرده‌است.